# 臨安府 (雲南)

临安府在云南省的位置（1820年）

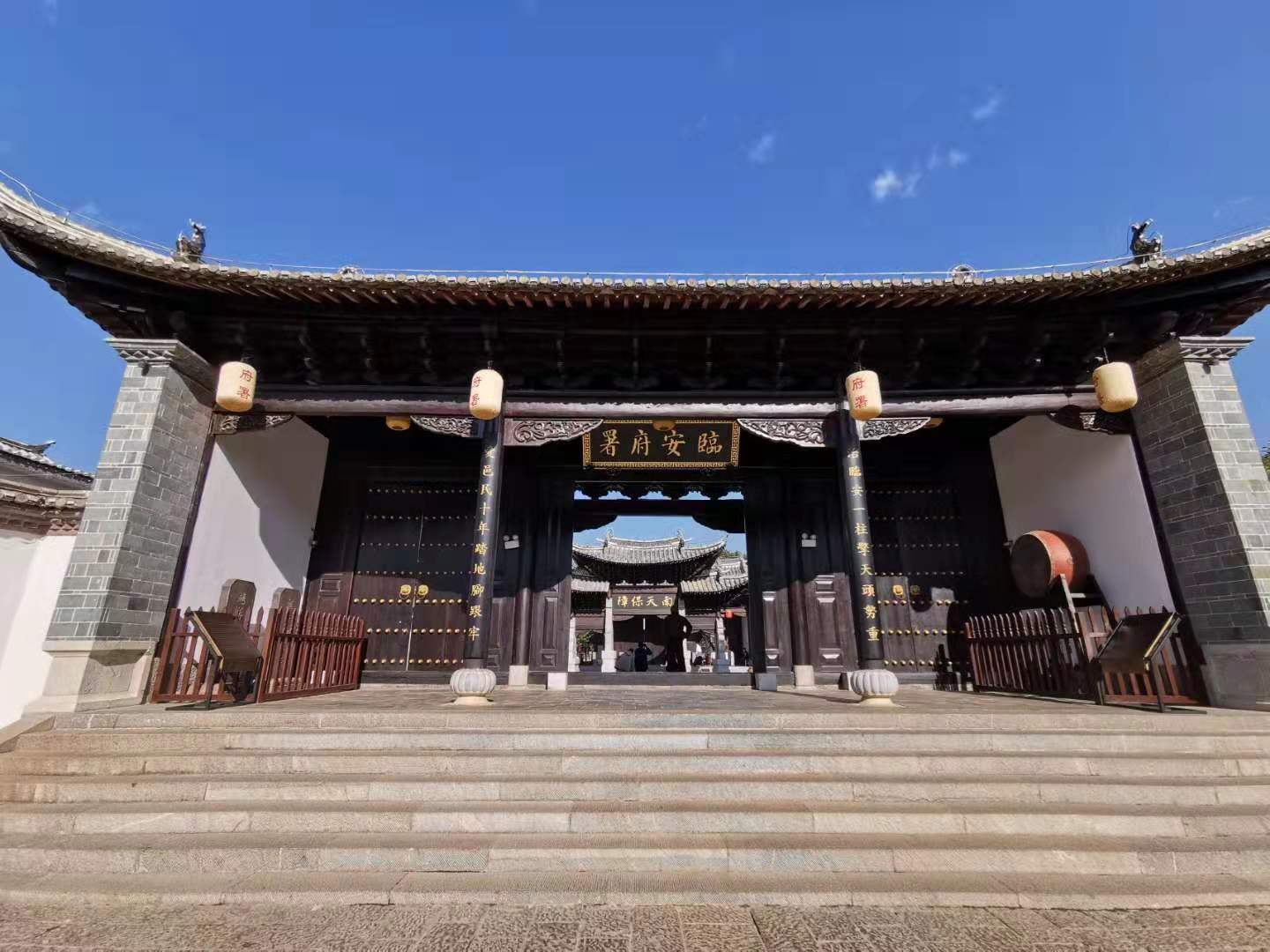
位於臨安路，修繕重建後的臨安府署。

臨安府是明朝時期設在今日雲南地區的一個府，其轄下有五個州級行政單位與五個縣級行政單位，府治設於建水；其前身為設置於1276年的臨安路。
清朝時期，臨安府隸屬於臨安開廣道，其轄下政務紛雜、賦稅多欠、治安不穩。康熙五年（1666年），新化縣併入其轄下新平縣。雍正十年（1732年），新平縣改屬元江府。乾隆三十五年，其轄下建水州被降級為建水縣；此時，其轄下有三個州級行政單位（寧州、阿迷州、石屏州）與五個縣級行政單位（建水縣、蒙自縣、嶍峨縣、河西縣、通海縣）。
民國元年，臨安府被撤除並改為臨安縣，後復改稱建水縣，今建水县设有临安镇。

## 圖片

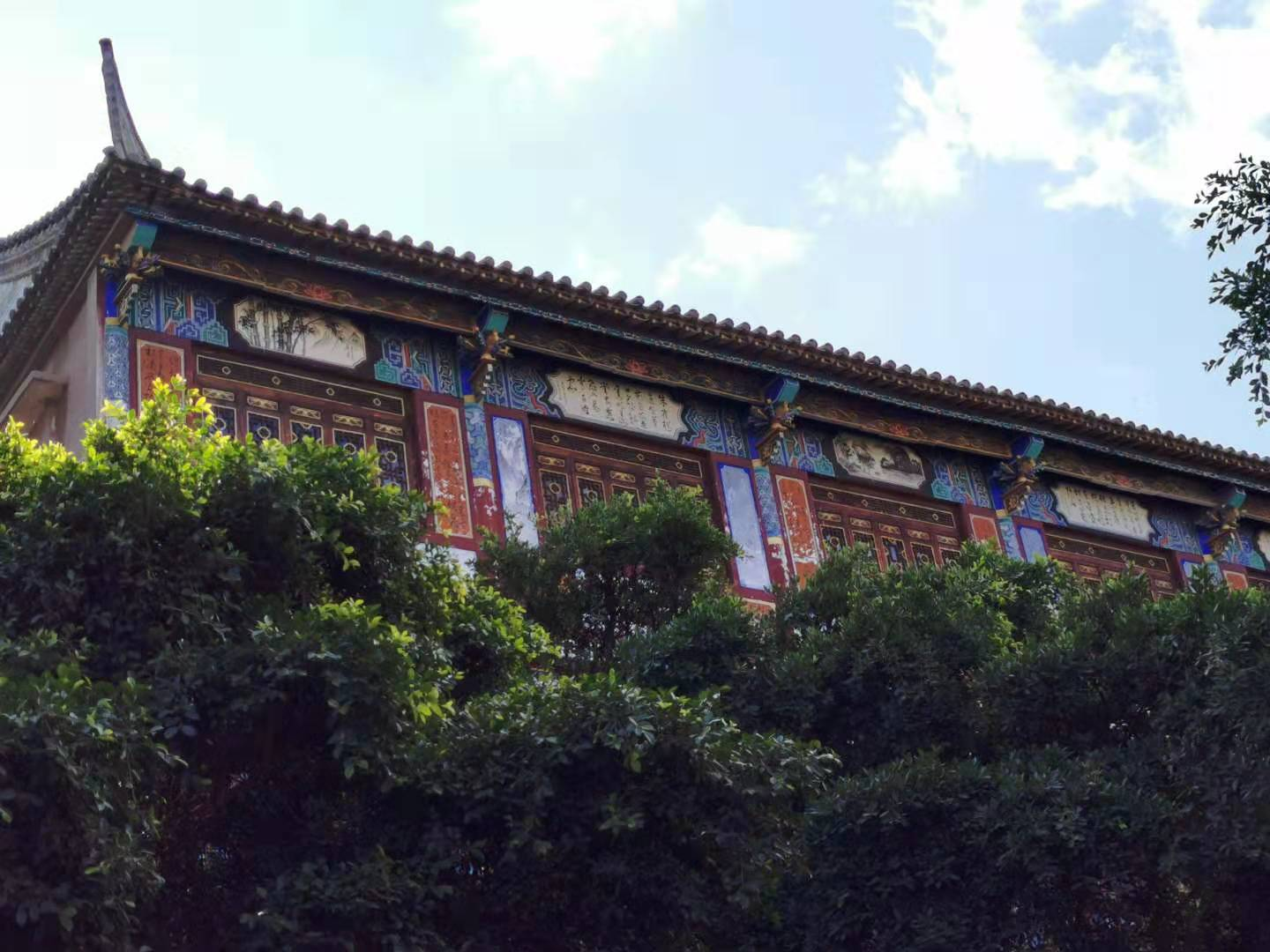
臨安路上建築
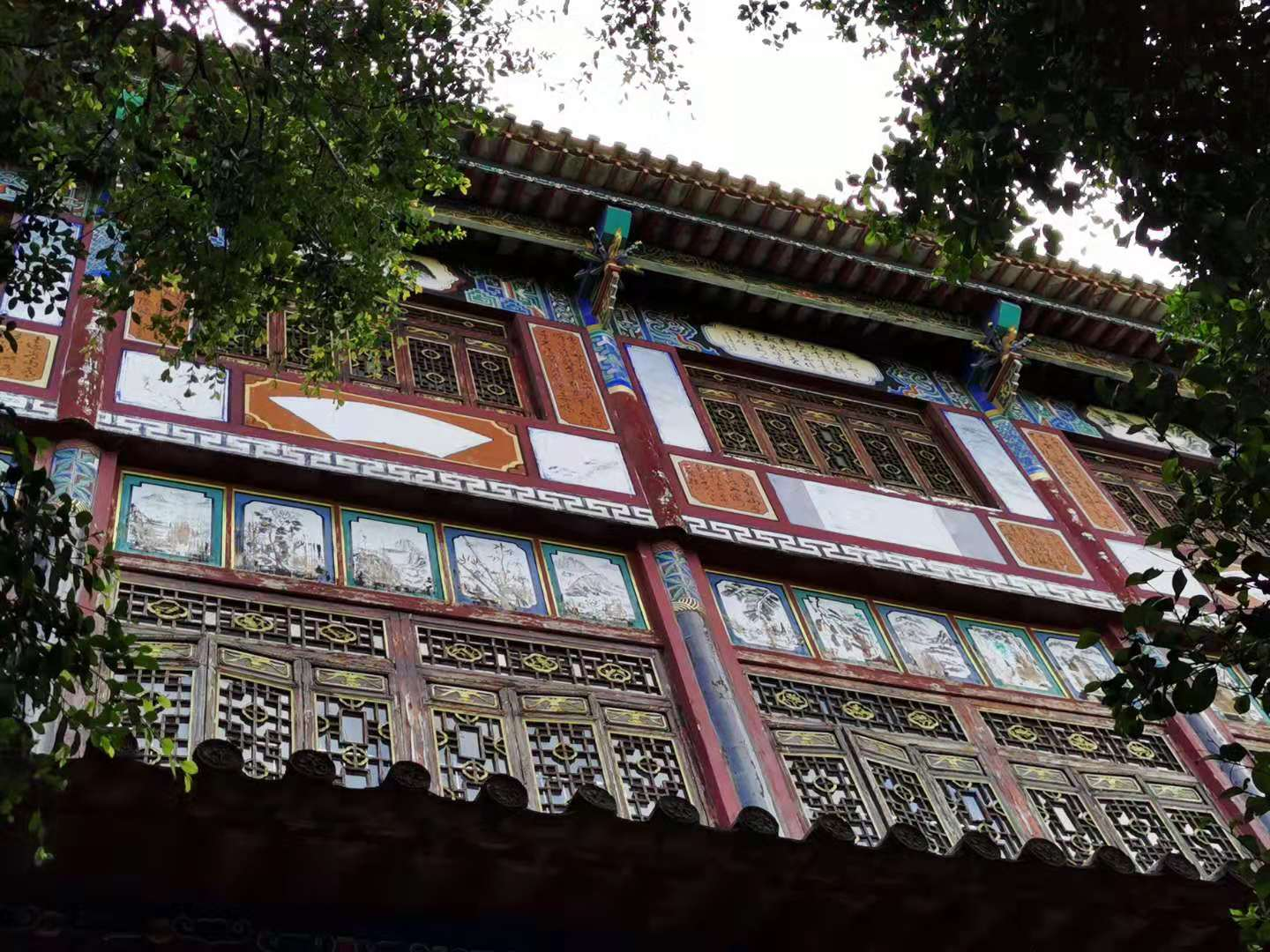
臨安路上建築
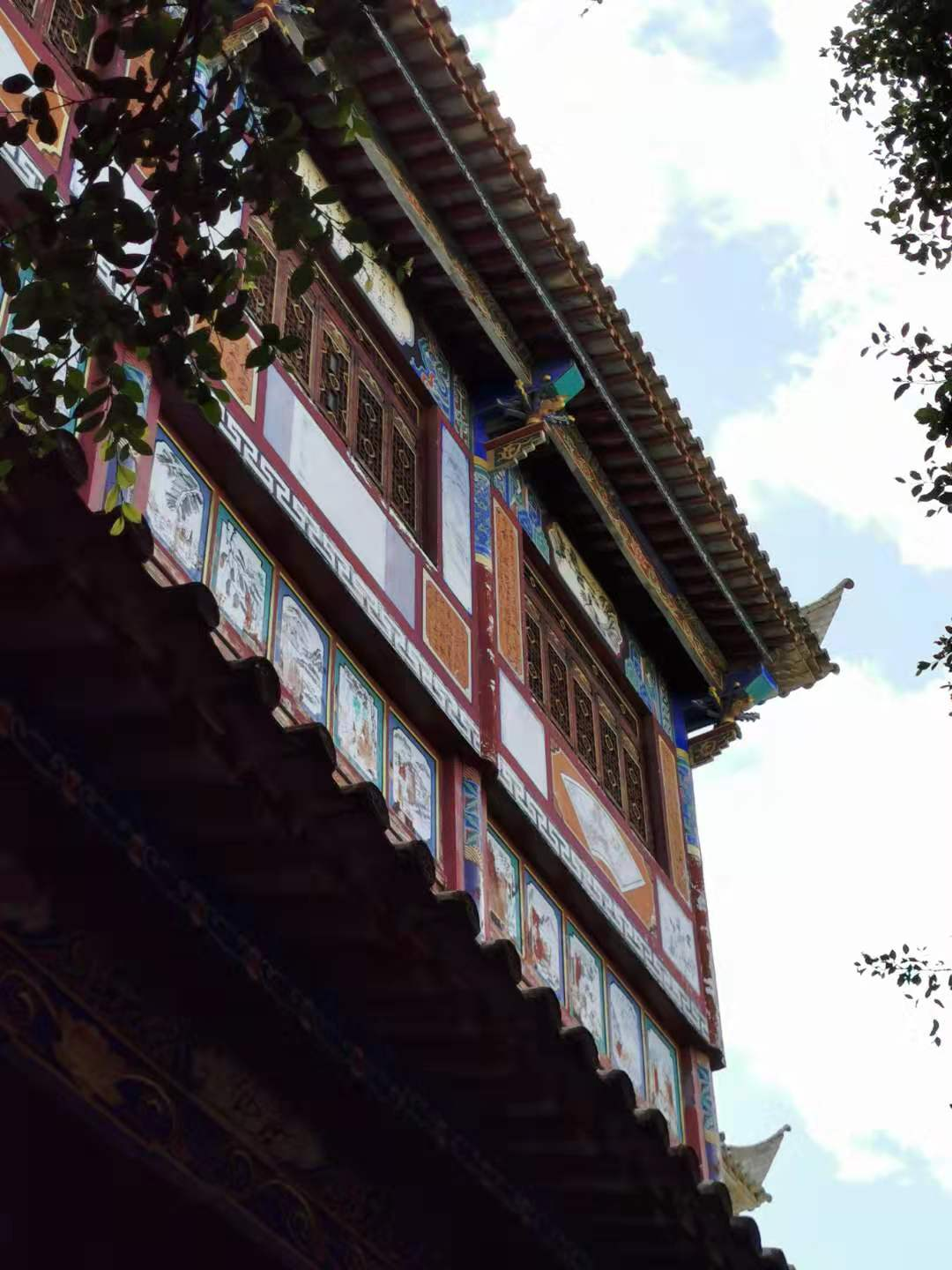
臨安路上建築
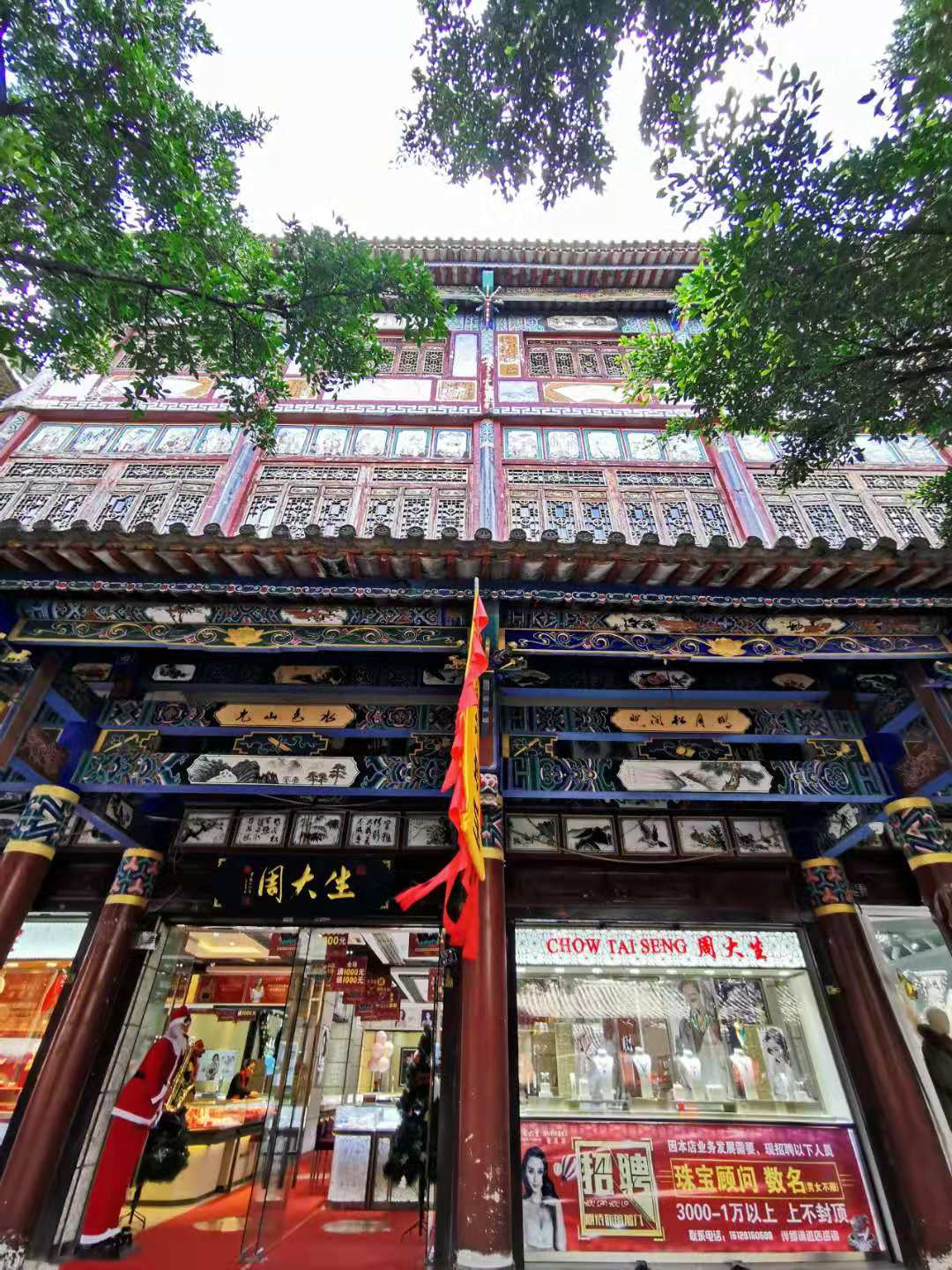
臨安路上建築
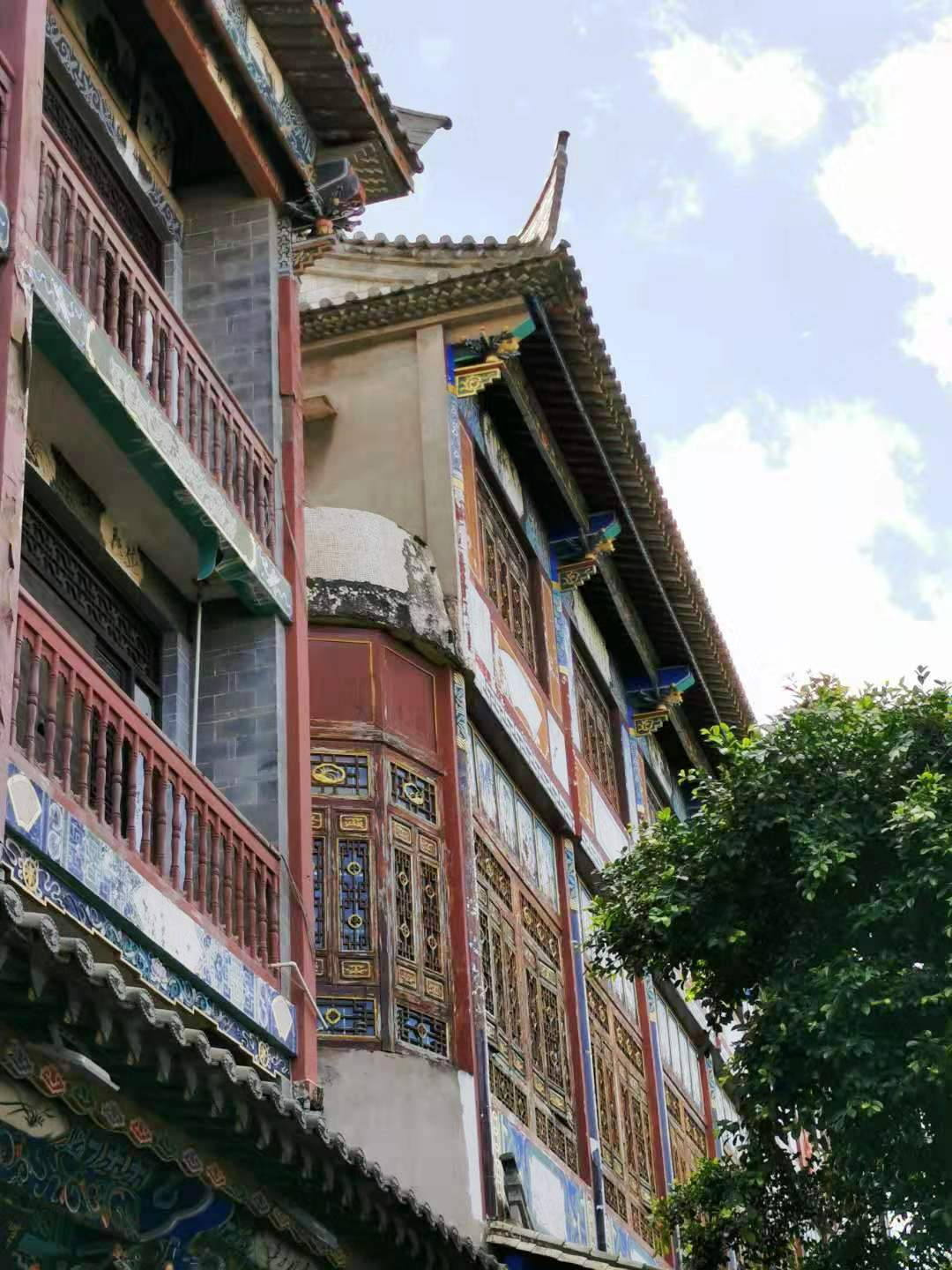
臨安路上建築
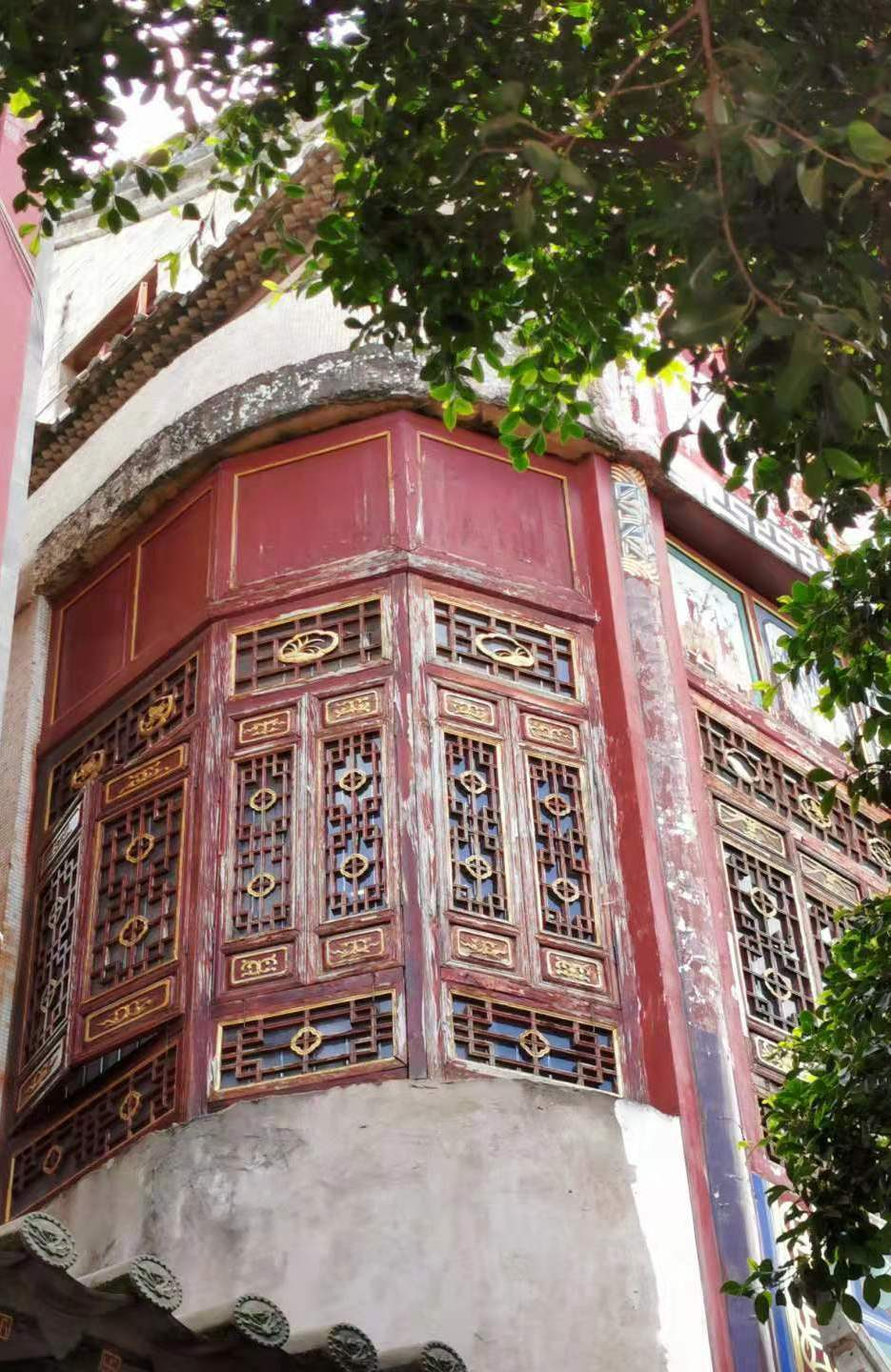
臨安路上建築
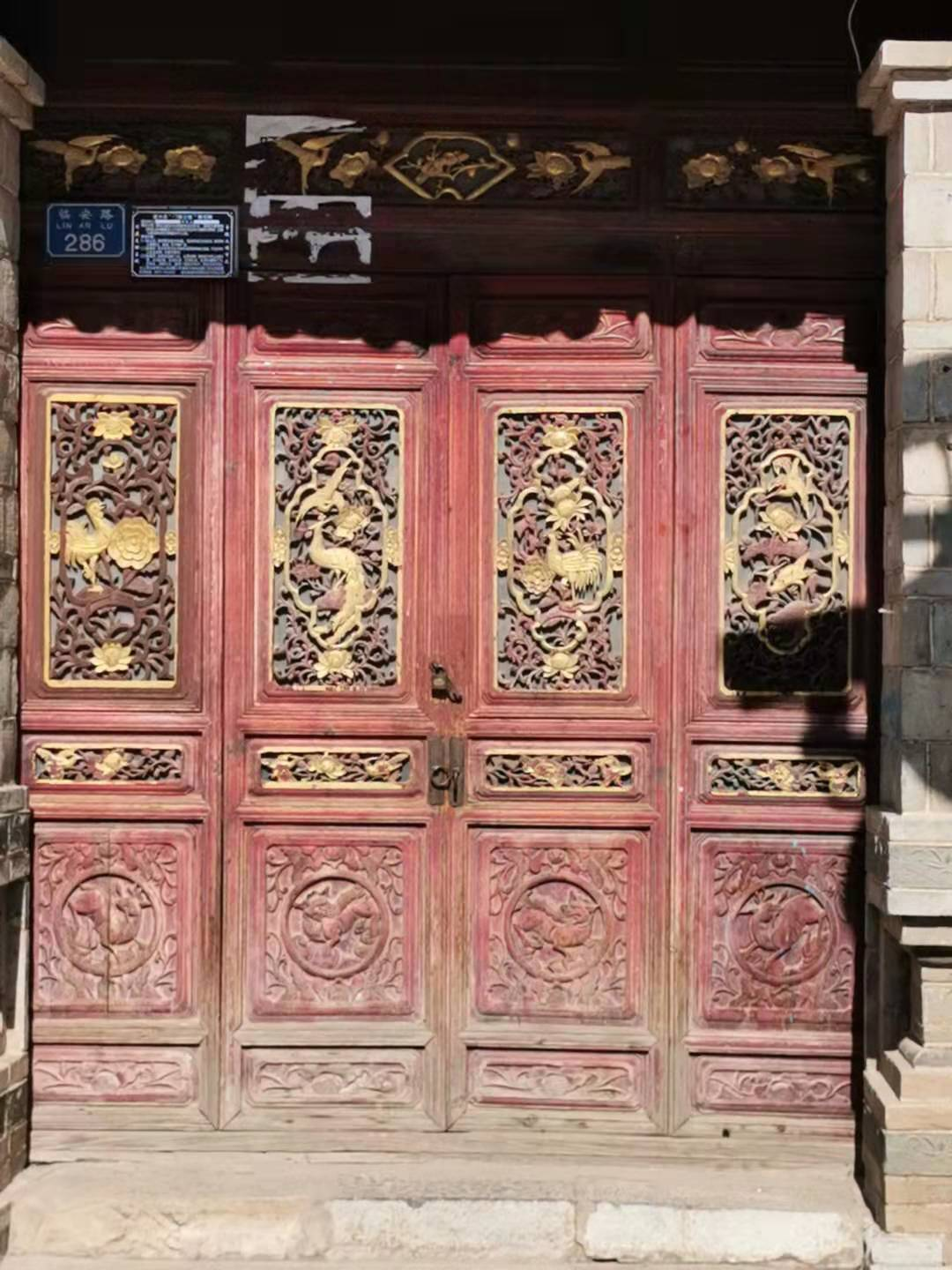
臨安路上建築
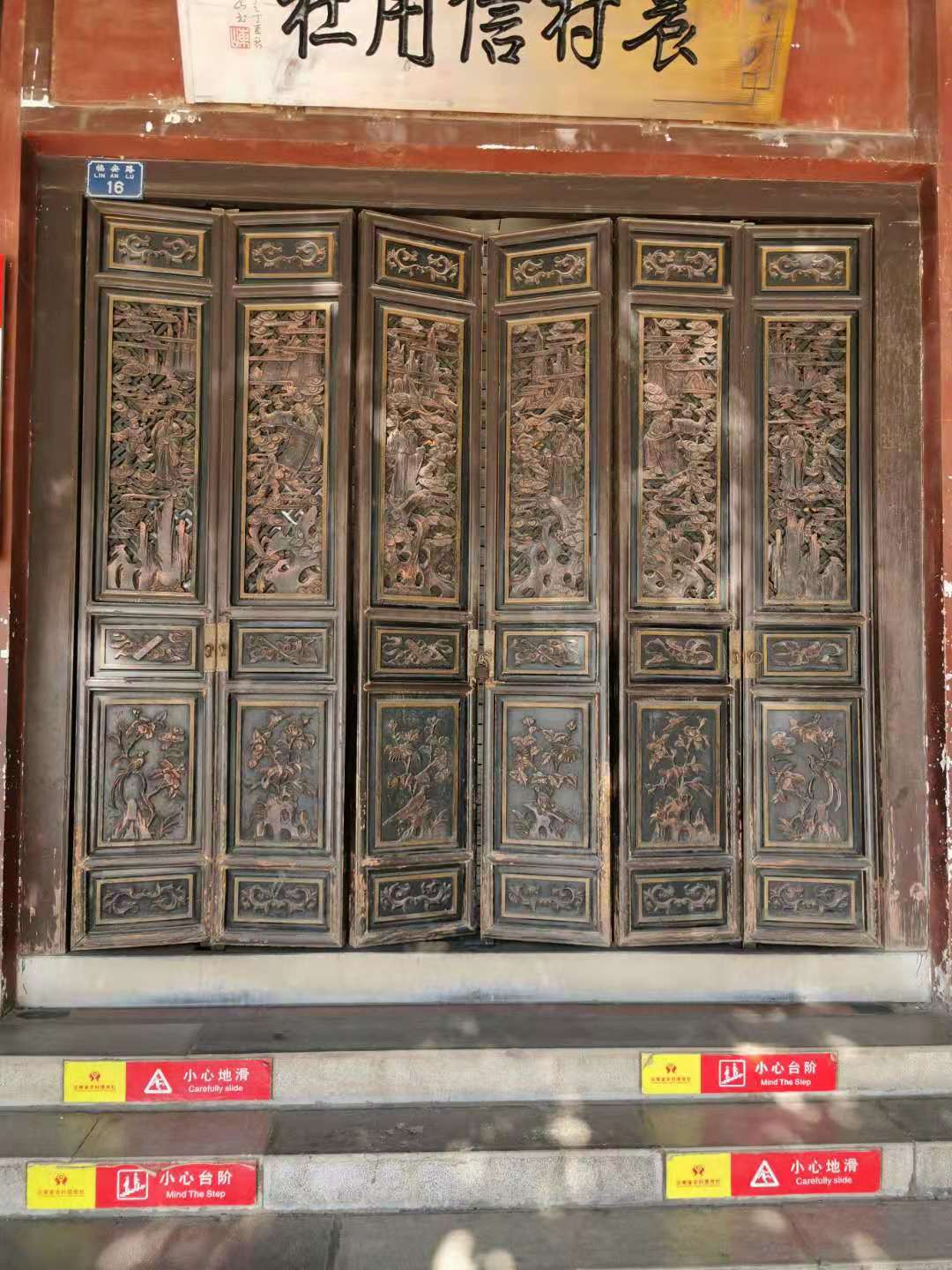
臨安路上建築
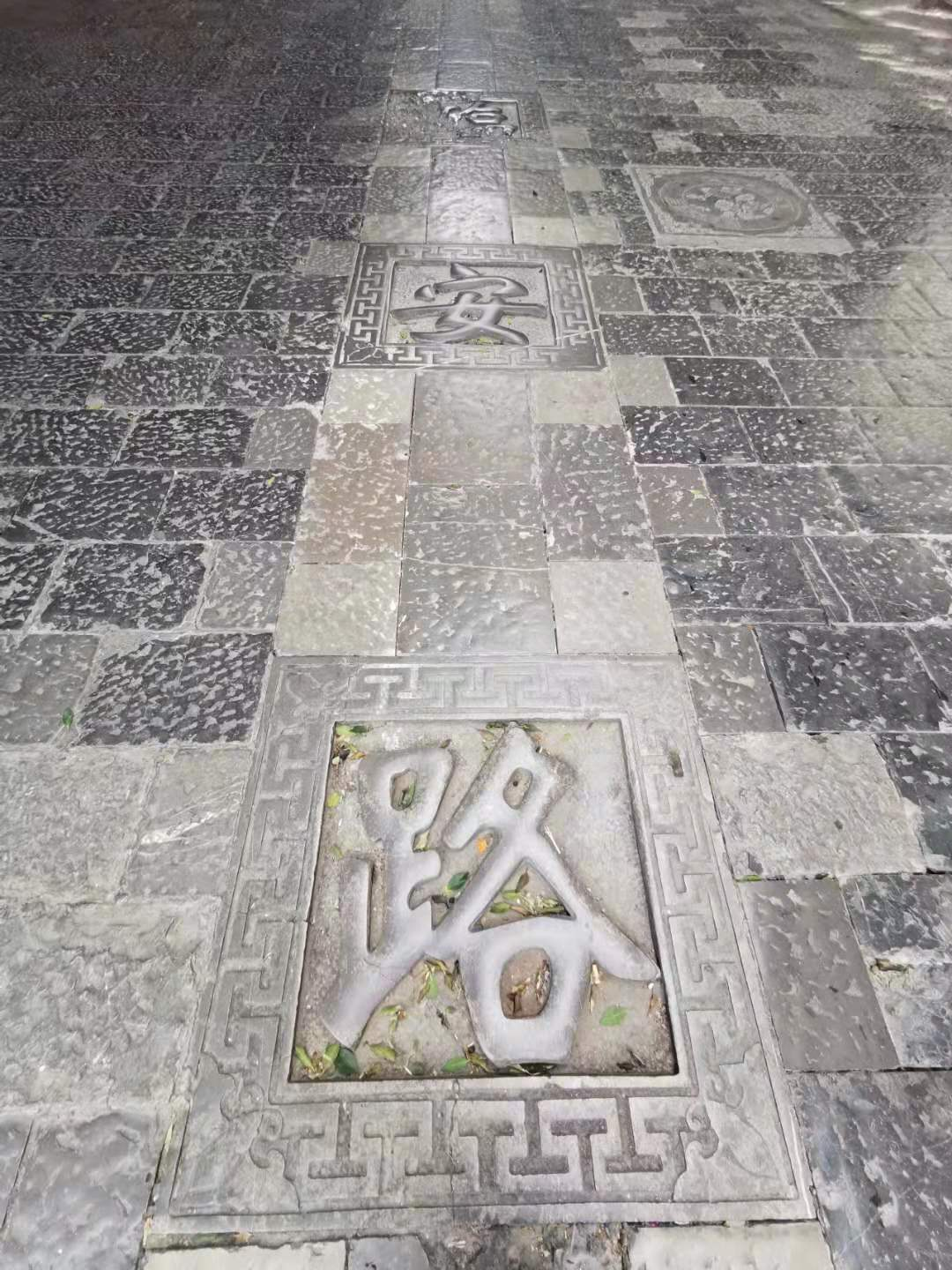
臨安路，刻在石板路上的指標

## 延伸閱讀
[在维基数据编辑]
 《欽定古今圖書集成·方輿彙編·職方典·臨安府部》，出自陈梦雷《古今圖書集成》